# Limosina mollis
Limosina mollis är en tvåvingeart som först beskrevs av Richards 1963.  Limosina mollis ingår i släktet Limosina och familjen hoppflugor. Inga underarter finns listade i Catalogue of Life.